# Bernard Malivoire
Bernard Malivoire   (12è districte de París, 20 d'abril de 1938 - Boulogne-Billancourt, 18 de desembre de 1982) fou un remer francès que va competir, com a timoner, durant la dècada de 1950.
El 1952, amb tan sols catorze anys, va prendre part en els Jocs Olímpics d'Estiu de Hèlsinki, on guanyà la medalla d'or en la prova del dos amb timoner del programa de rem. Formà equip amb Raymond Salles i Gaston Mercier. Aquell mateix any guanyà el campionat nacional del dos amb timoner. Morí com a conseqüència de les ferides provocades per un accident de cotxe el desembre de 1982.